# Sikasja
Sikasja (bašk. Hikeyaź; rus. Sikazấ, Sikazá, Sikiấz) je rijeka u Išimbajskom rajonu, desni pritok Zigana, u porječju Kame. Duga je 46 kilometara, a njezino poriječje pokriva 253 km2. 

## Vanjske poveznice
|  | Zajednički poslužitelj ima još gradiva o temi Sikasja |